# Fado

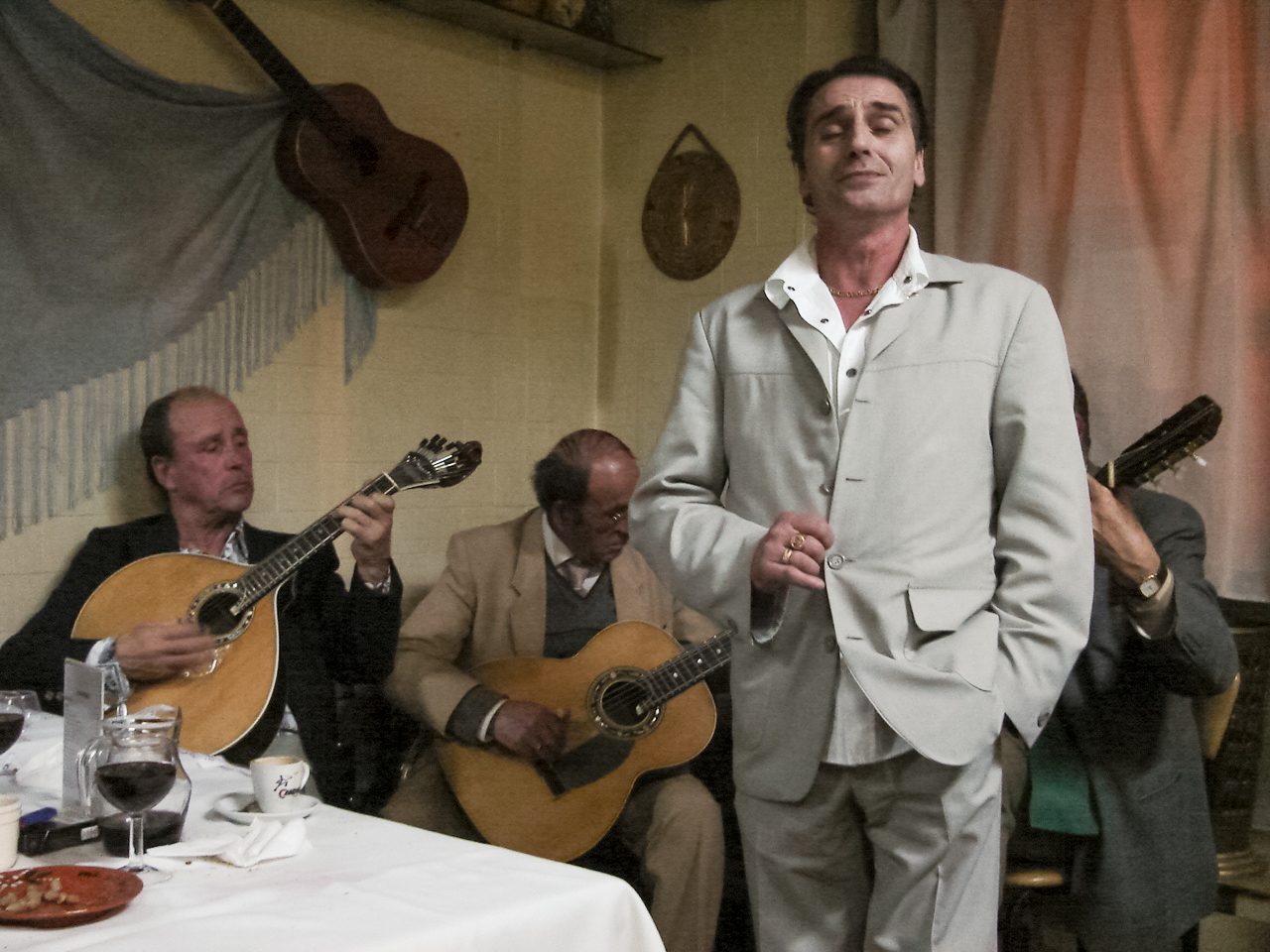

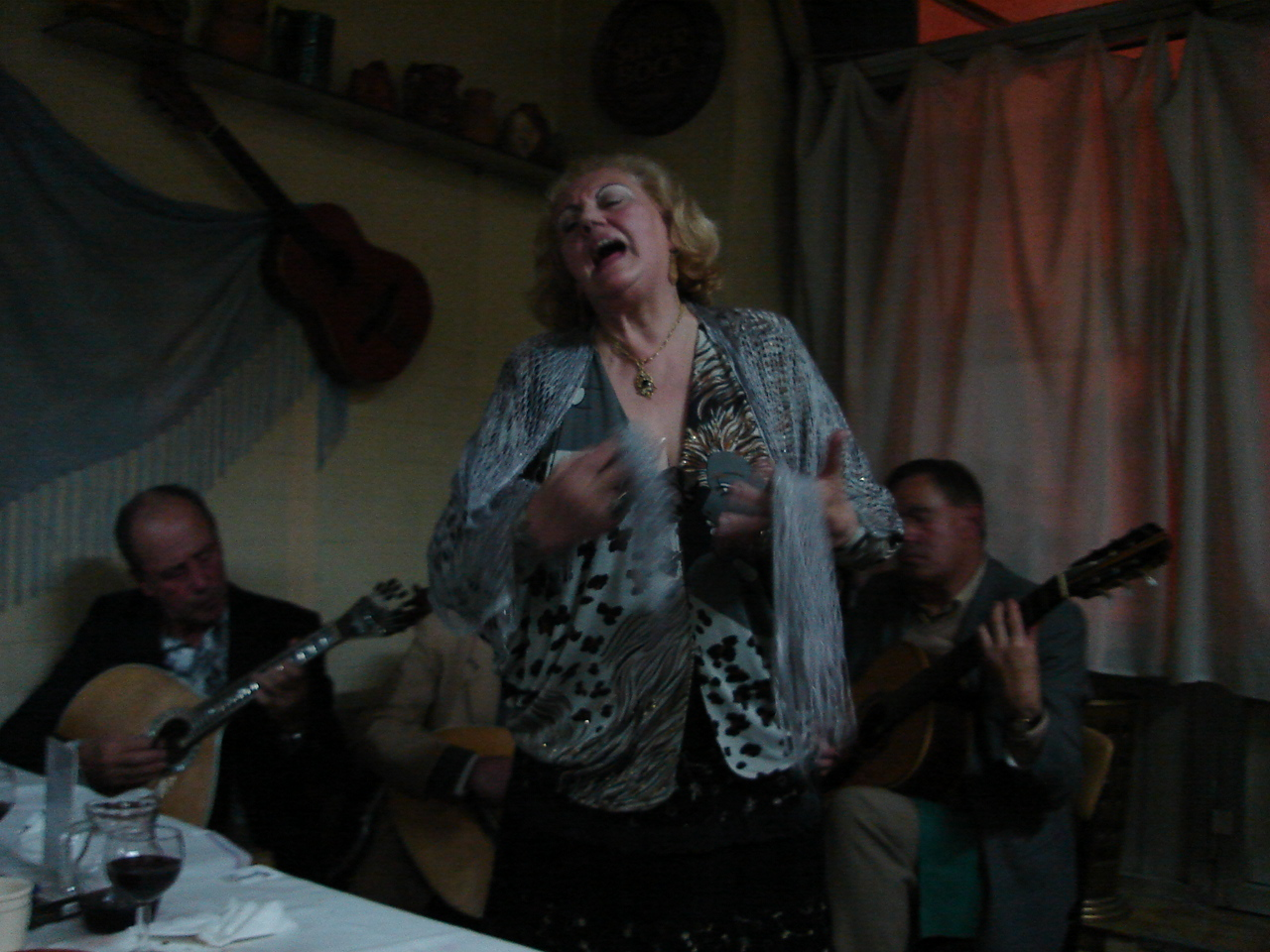

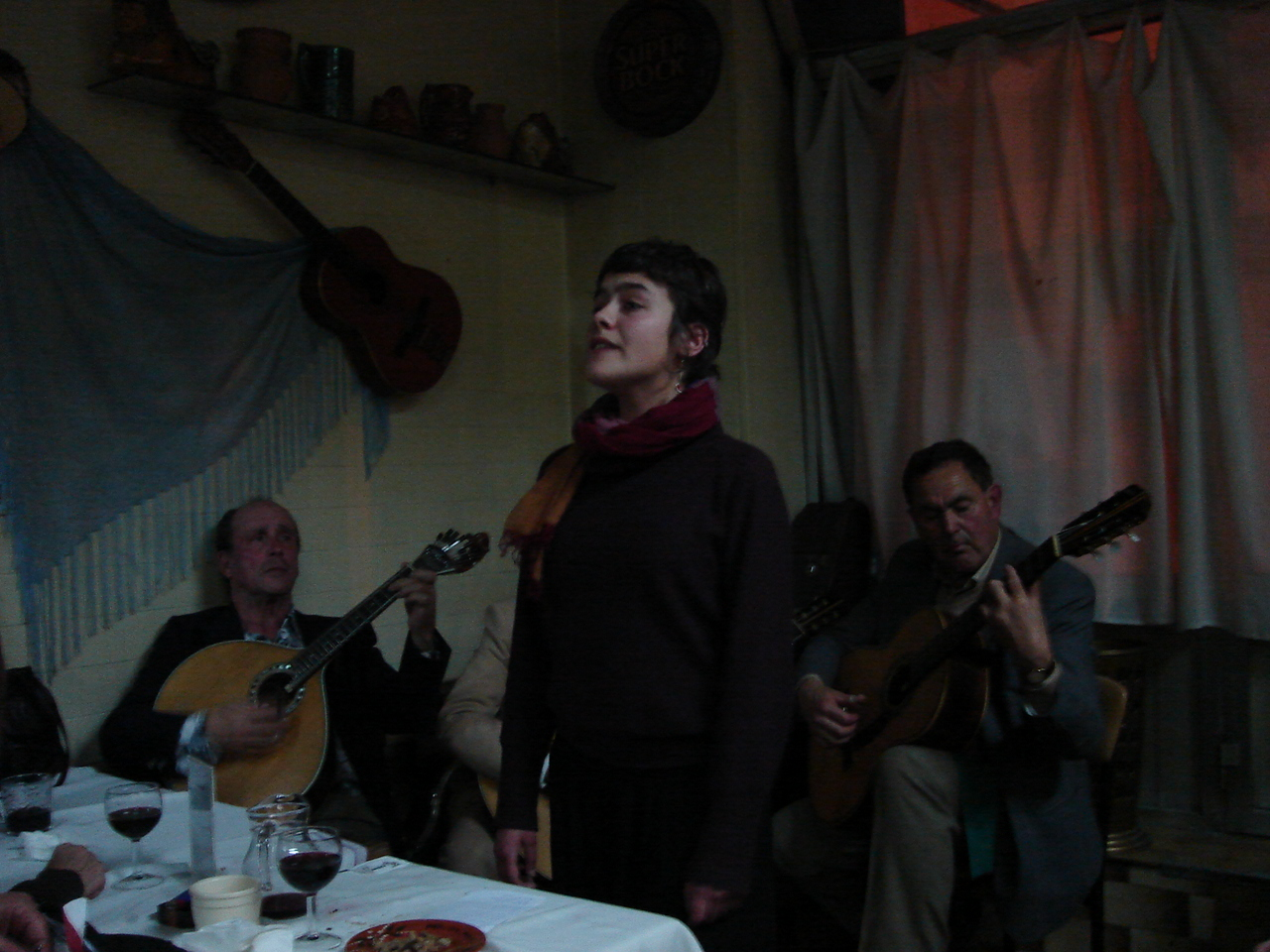

A fado a portugál városokban a 19. század eleje óta népszerű, valószínűleg a brazíliai vagy az afrikai néger zenéből eredő, kommercializálódott gitárkíséretes ének.
Olyan melankolikus zenei műfaj, amelyet egy énekes (fadista) ad elő egy portugál gitár (guitarra) és egy spanyol gitár (violão) kíséretével. 
Európai hazája Portugália, kialakulása az 1820-as évekre tehető. Az UNESCO kormányközi bizottságának VI. ülésén, amelyet 2011 novemberében Indonézia Bali szigetén tartottak, a portugál fado zene felkerült a szervezet szellemi kulturális örökségeket tartalmazó listájára.
A fado életérzése a portugál saudade szóval jellemezhető, amely egyszerre jelent vágyakozást, nosztalgiát, szomorúságot, fájdalmat, de egyben a szerelem és a boldogság lehetőségét is. A fado szó etimológiailag a latin fatum, 'sors' szóval van kapcsolatban. Valószínűleg afrikai rabszolgák és portugál tengerészek hagyományos zenéjéből formálódott, arab hatással. Más elképzelések szerint a brazil lundum és modinha stílusokból jött létre.
Két stílusváltozata él: a populárisabb, szórakoztatóbb lisszaboni és a kifinomultabb coimbrai. Előbbi az első ismert fadoénekes, a 19. század első felében élt Maria Severa művészetéből alakult ki; utóbbi pedig az 1920-as, 30-as években, az addigi fado erőteljesen stilizált változataként, Artur Paredes és fia, Carlos Paredes gitárművészek keze alatt.
A műfaj legismertebb előadója Amália Rodrigues (1920–1999) és Cesária Évora volt.

## A fado legjelentősebb alakjai

### Lisszaboni fado
- Ada de Castro
- Alexandra
- Alfredo Marceneiro
- Amália Rodrigues
- Ana Moura
- Berta Cardoso
- Camané
- Carlos do Carmo
- Carlos Macedo
- Carlos Zel
- Cristina Branco
- Dulce Pontes
- Fernanda Maria
- Fernando Maurício
- Hermínia Silva
- Joana Amendoeira
- Lucília do Carmo
- Maria Leopoldina Guia
- Mariza
- Mísia

### Coimbrai fado
- Adriano Correia de Oliveira
- António Menano
- Artur Paredes
- Carlos Paredes
- Edmundo Bettencourt
- José Afonso
- Luís Goes

### Gitárművészek
- António Chaínho[3]
- Armandinho[4]
- Artur Paredes
- Carlos Paredes
- José Manuel Neto[5]
- Lúis Guerreiro

## Külső hivatkozások
- Portal do Fado
- :: Terreiro do Fado ::  Archiválva 2021. február 28-i dátummal a Wayback Machine-ben